# 18h30
18h30 est une web-série en deux saisons de vingt-deux épisodes de 5 à 7 minutes chacun, tournée en plan-séquence et diffusée sur Arte.tv.

## Synopsis
Cette série met en scène deux collègues de travail, Éric, 46 ans, et Mélissa, bientôt 31, sortant ensemble du bureau et se dirigeant, au fil des saisons, du 22 juin 2015 au 21 juin de l'année suivante, vers le même arrêt de bus,. Dans le premier épisode, on apprend qu'Éric travaille dans l'entreprise depuis treize ans alors que Mélissa est nouvelle en remplacement d'un employé licencié.
La saison 2 conserve les mêmes lieux de tournage, le même principe de réalisation en plan séquence et sa thématique centrée autour de comment s'aimer ou se dés-aimer en ce début de XXIe siècle. Mais, si ce sont les mêmes acteurs principaux qui sont au générique, ils tiennent à présent le rôle d'un couple de comédiens, Judith et Arnaud qui, interprétant le binôme des personnages, Mélissa et Éric de la saison 1, se voient eux-mêmes confrontés à leurs propres difficultés relationnelles intimes. Chaque épisode se consacre à un moment de chaque jour de tournage (sauf les jours 9, 10, 12, 17, 18 et 21). Se présentant un peu comme un making of de la première saison, ils constituent également une mise en abyme de la fiction initiale, certaines répliques des personnages interprétés étant quelques fois réutilisées par les deux comédiens,.

## Tournage
Les épisodes ont été tournés à Bordeaux dans le quartier Mériadeck,, du 4 au 11 décembre 2019 pour la saison 1, entre l'esplanade Charles de Gaulle et la terrasse du Général Koenig.
Les épisodes débutent généralement à la sortie de l'immeuble « Gironde » située au-dessus de la rue Colonel Jean-Fleuret, et montrent pour la première saison Mélissa et Éric marchant vers l'arrêt de bus « Préfecture » à quelques centaines de mètres de là. S'agissant de la saison 2, les scènes se situent à divers endroits ou aux alentours de ces lieux de tournage.

## Épisodes

### Saison 1
1. 22 juin      → 6:34
2. 23 juin      → 4:47
3. 24 juin      → 5:51
4. 3 juillet    → 5:15
5. 15 juillet   → 4:24
6. 23 juillet   → 5:17
7. 24 août      → 5:01
8. 14 septembre → 5:17
9. 15 septembre → 4:47
10. 14 octobre   → 5:01
11. 23 octobre   → 5:09
12. 12 novembre  → 5:04
13. 13 novembre  → 5:40
14. 17 novembre  → 4:50
15. 7 décembre   → 4:44
16. 14 décembre  → 5:15
17. 18 décembre  → 6:53
18. 12 février   → 4:11
19. 7 avril      → 5:31
20. 8 avril      → 5:07
21. 12 mai       → 6:44
22. 21 juin      → 4:28

### Saison 2
1. Jour 1      → 5:09
2. Jour 2      → 5:12
3. Jour 3/1      4:39
4. Jour 3/2    → 6:24
5. Jour 4/1    → 5:53
6. Jour 4/2    → 5:54
7. Jour 5      → 4:44
8. Jour 6      → 4:43
9. Jour 7      → 5:46
10. Jour 8      → 4:21
11. Jour 11     → 7:49
12. Jour 13/1   → 7:09
13. Jour 13/2   → 6:22
14. Jour 14     → 6:41
15. Jour 15/1   → 4:36
16. Jour 15/2   → 6:38
17. Jour 16     → 7:34
18. Jour 20     → 6:32
19. Jour 22/1   → 5:26
20. Jour 22/2  → 10:00
21. Jour 23     → 8:09
22. Plus tard[8]   → 5:00

## Distribution
Durant la saison 1, seuls Mélissa et Éric apparaissent dans tous les épisodes (sauf le 17 pour Mélissa) et les autres personnages, dont les plus notoires cités ci-dessous (hormis les nombreux figurants), n'interviennent qu'épisodiquement :
Saison 1
- Pauline Étienne : Mélissa
- Nicolas Grandhomme : Éric
- Dominique Frot : La fausse aveugle (épisodes 2 et 4)
- Fabrice Drouelle : Le présentateur (voix off) (ep. 4)
- Pierre Bismuth : Le SDF (ep. 5)
- Kim Giani : Le musicien (ep. 6 et 8)
- Hafid F. Benamar : Le coach (ep. 7)
- Jean-Michel Lahmi : Philippe (ep. 9 et 14)
- Josée Laprun : Antoinette (ep. 14)
- Maxime Chamoux : Voix haut-parleur (ep. 13)
- Augustin Shackelpopoulos : L'homme au K-way (ep. 17)
- Pierre Morice: Le boulanger
- Anaïs Fabre : Ludivine, épouse d'Éric (ep. 19)
- Fanny Biet : collègue femme (ep. 20)
- Jean-Gabriel Perromat : collègue "sa bite" (ep. 20)

Saison 2
Comme dans la saison 1, les deux personnages principaux, l'acteur Arnaud Lécluse et sa compagne actrice Judith, apparaissent dans la totalité des épisodes (sauf le 16e pour Judith et le 18e pour Arnaud), la majorité des personnages secondaires étant constituée de ceux interprétant l'équipe technique et artistique du tournage de la saison 1.
- Pauline Étienne : Judith
- Nicolas Grandhomme : Arnaud Lécluse
- Jen, réalisatrice : Ophélia Kolb
- Augustin Shackelpopoulos : Florian, chef opérateur
- Jean-Michel Lahmi: Philippe (de l'épisode 14 de la saison 1)
- Josée Laprun : Antoinette (même épisode)
- Thomas VDB : Romuald, un fan
- Louise Morand : Kamilla, assistante opératrice
- Justine Lautrette : Emma
- Pierre Bismuth : Le SDF
- David Brémaud : Jason, technicien
- Julien Léglise : Dimitri
- Silvia Pilat Massegur : La maquilleuse
- Nicolas Meusnier : Employé funérarium
- Pierre Morice : Le vendeur
- Julien Jamet : Traducteur Judith
- Olivier Galinou : Traducteur Arnaud
- Lois Schliepper : Le Journaliste
- Hafid F. Benamar : Farid, coach Éric
- Olivier Faursel : Le vigile boîte de nuit

## Séléctions et prix

### Sélections
- Festival international de Valence : Compétition écrans
- Festival Séries Mania : Compétition Format Court
- Marseille Web Fest : Série Courte Française
- Seoul International Drama Awards (en) : Meilleur directeur

### Prix
- Seoul International Drama Awards : Premier Prix (Short Golden Bird Prize)[10]